# ماركو الطبعي
ماركو الطبعي (بالإنجليزية: Marco Tabai)‏ هو دراج إيطالي سابق، ولد بتاريخ 18 نوفمبر 1961 في إيطاليا.

## روابط خارجية
- ماركو الطبعي على موقع أرشيف الدراجات (الإنجليزية)
- ماركو الطبعي على موقع إحصائيات الدراجات الإحترافية (الإنجليزية)